# CB Torrevieja
Club Balonmano Torrevieja este o echipă de handbal din Spania care evoluează în Liga ASOBAL.

## Lot
| - 1 Dimitrije Pejanović - 4 Sebastián Simonet - 5 Juanpe Jiménez - 6 Alberto Val - 8 Abraham Rochel - 9 José Juan González - 10 Javier Ancizu - 11 David Pellitero |  | - 12 Federico Sincich - 14 Joaquín López - 15 Federico Vieyra - 16 Adolfo Gómez - 17 Pablo López - 21 David Cuartero - 22 Ivan Vukas - 32 Borja Fernández |

## Statistici 2008/09
| Liga ASOBAL   | Poziție | Pts | P  | W | D | L  | F   | A   |
| CB Torrevieja | 12th    | 21  | 30 | 8 | 5 | 17 | 841 | 885 |

- Goluri:
  - Eduardo Gurbindo - 139 goluri
  - David Cuartero - 121 goluri
  - Carl J. Andresson - 81 goluri
- Catchs:

## Stadion
- Nume: - Palacio de los Deportes
- Oraș: - Torrevieja
- Capacitate: - 4,500
- Adresă: - Avda. Monge y Bielsa s/n